# Torma
A torma (Armoracia rusticana) egy gyógy- és fűszernövény. Népies neve: közönséges torma, csípős torma.

## Tartalma
A jellegzetes csípős ízért felelős allil-izotiocianát gyökerének reszelésekor szabadul fel: a mirozináz enzim a szinigrint allil-izotiocianáttá alakítja.
Ezen kívül kalciumot, nátriumot, magnéziumot és C-vitamint is tartalmaz.

## Felhasználása
Eredetileg gyógynövényként termesztették, csak később vált a marhasültek, füstölt és főtt sonkák ízesítőjévé. Használjuk még kolbászokhoz, főtt sertés- és marhahúsokhoz, savanyúságok tartósításánál is.
Fiatal levele salátába kitűnő. A gyökeréből készített szószt marhasültekhez, füstölt húsokhoz és halételekhez használják. A reszelt torma felhasználható még káposztasalátába, mártások, és majonéz ízesítésére. Reszelt gyökerét mindennap ehetjük, étvágygerjesztő, gyomorjavító, elősegíti az emésztést, és a vérkeringést is előnyösen befolyásolja.
Csípős aromáját hetekig megőrzi, várandós anyák, vesebetegek nagy mennyiségben ne fogyasszák.
Gyermekeknek reszelt almával keverten adható.

## Termesztése
Kiásáskor a vastag gyökereket használjuk fel, a vékony mellékgyökereket újra elültetve szaporíthatjuk.

## További információk

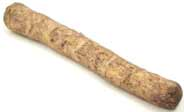
Tormagyökér